# مجلس عموم المملكة المتحدة

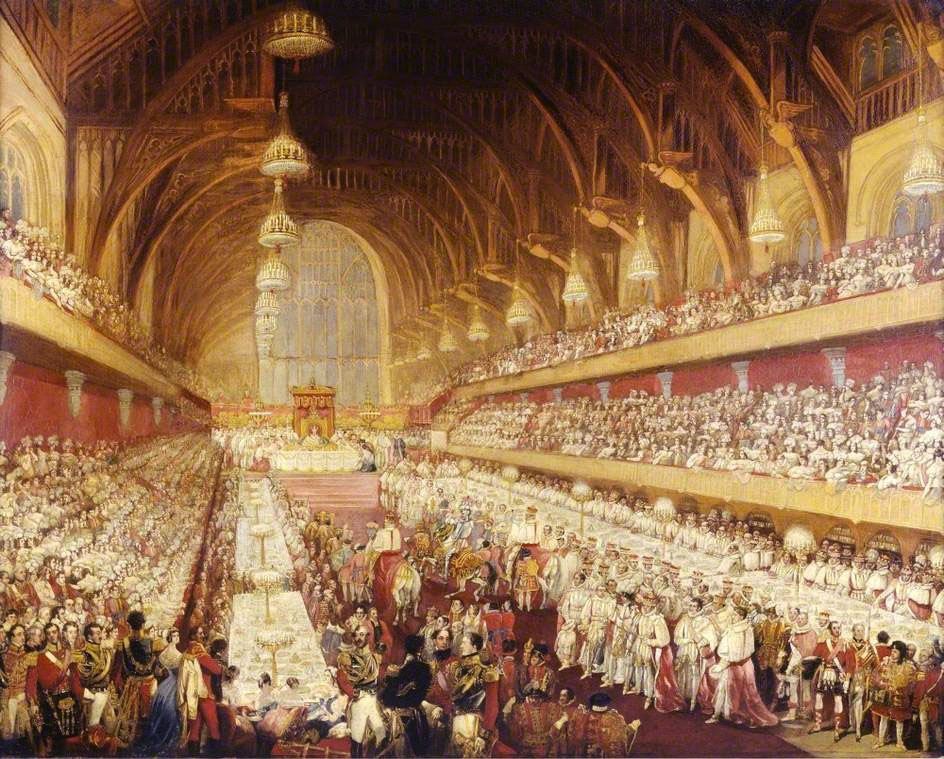
رسم لمجلس العموم، سنة 1821

مجلس عموم المملكة المتحدة (بالإنجليزية: House of Commons of the United Kingdom)‏ ويعرف اختصارًا باسم مجلس العموم، يشغل الغرفة السفلى من برلمان المملكة المتحدة، والغرفة العليا يشغلها مجلس اللوردات. يُنتخب مجلس العموم بطريقة الاقتراع السري المباشر لاختيار 650 عضوا - فقد أصبح هذا عددهم منذ الانتخابات العامة لعام 2010 - وتُجرى انتخابات المجلس بطريقة الدوائر الانتخابية أو مناطق التصويت، وهم يشغلون مقاعدهم لحين انتخاب أعضاء آخرين بعد مضي خمس سنوات، ويرمز للعضو بالحروف (MP) أي اختصار لكلمة عضو البرلمان باللغة الإنجليزية، ويتم انتخاب أعضاء البرلمان إمَّا عن طريق انتخابات عامة تجرى في جميع الدوائر الانتخابية، أو عن طريق انتخابات تكميلية تحدث عن حدوث حالة وفاة لأحد أعضاء المجلس.
تطور مجلس العموم البريطاني في بإنجلترا خلال القرن الرابع عشر، وقد استمر هذا المجلس حتى صار مجلس العموم لبريطانيا العظمى بحدوث اتحاد سياسي مع اسكتلندا، وأيضا في القرن القرن التاسع عشر حدث اتحاد سياسي مع أيرلندا، وأخذ اسمه الحالي بعد استقلال أيرلندا عام 1922.
كان مجلس العموم البريطاني أقل قوة من مجلس اللوردات في الأصل، ولكن ازدادت سلطاته التشريعية لتتجاوز إلى حد كبير مجلس اللوردات، فقد خفضت سلطة مجلس اللوردات وفقا لقانون البرلمان عام 1911، وينتمى رئيس الوزراء إلى مجلس العموم منذ عام 1902.
ومنذ عام 1963، من خلال اتفاقية، أصبح شرطًا أن يكون رئيس الوزراء عضوًا في مجلس العموم، بعد أن كان يأتي سابقًا من مجلس اللوردات.

## دور المجلس

### العلاقة مع الحكومة
رئيس الوزراء مسؤول أمام مجلس العموم، ويجب عليه الحفاظ على دعم مجلس العموم له، وإذا كان منصب رئيس الوزراء شاغرا، يعين الشخص الذي يحظى بدعم كبير من النواب داخل المجلس، وفي العادة، يكون رئيس الوزراء، زعيم حزب الأغلبية في مجلس العموم، أما زعيم ثاني أكبر حزب في البرلمان فيكون زعيم المعارضة في البرلمان.
يمكن للمجلس أن يبين عدم تأييده للحكومة عن طريق تمرير قرار بسحب الثقة، أو رفض قرار منح الثقة للحكومة، وعندما تسحب الثقة من الحكومة، فعلى رئيس الوزراء الاستقالة.
مدة الدورة في المجلس 5 سنوات، وفي السابق كان يملك رئيس الوزراء اختيار الوقت الذي يتم فيه حل البرلمان، حتى وإن تعدت مدة الدورة 5 سنوات بإذن من الملك، ولكن مع صدور قانون البرلمانات الثابت، صارت مدة الخمس سنوات ثابتة، وتجرى إنتخابات عامة مبكرة إذا وافق المجلس بثلثيه.
رئيس الوزراء يجب عليه أن يستقيل إن لم يفز في الانتخابات، ثم يذهب منصب رئاسة الوزراء إلى شخص يمكن أن ينال ثقة المجلس.
يتم انتخاب عضو البرلمان اما أثناء انتخابات عامة تجري في جميع الدوائر الانتخابية عندما يحل البرلمان واما أثناء انتخابات تكميلية عندما يموت النائب السابق لإحدى الدوائر أو يفقد عضويته بالاستقالة أو عندما ينعم عليه بلقب من ألقاب النبلاء فيصبح أهلا لعضوية مجلس اللوردات.
ومعظم المرشحين لعضوية البرلمان ينتمون إلى أحد الأحزاب السياسية، وإن كان بعضهم يرشح نفسه بوصفه مستقلا، وفي مجلس العموم في الوقت الحاضر ثلاثة أحزاب رئيسية حزب المحافظين، حزب العمال، وحزب الديمقراطيون الليبراليون، والحزب الذي ينتمى له معظم الأعضاء، أي الحزب صاحب الأغلبية البرلمانية هو الذي يشكل الحكومة، وإذا لم يحرز أحد الأحزاب أغلبية مطلقة فلا بد من أن يتم الاتفاق بين حزبين أو أكثر قبل أن يتسنى تشكيل الحكومة.
إن مجلس العموم هو اسمى سلطة في البلاد اليوم، وقد قطع شوطا مضنيا منذ أيام القرن الثالث عشر وقد برز خلال تلك الأعوام نفر عظيم من الرجال من بينهم جون اليوت (بالإنجليزية: John Eliot)‏ الذي مات دفاعا عن قضية البرلمان، وروبرت والبول الزعيم الحزبي الكبير وأول رئيس للوزارة، ووليام بت الأكبر، الخطيب الشهير، وبينجامين دزرائيلي السياسي الداهية، ووليام غلادستون بتقواه المتقدة حماساً، ثم في عصر قريب السير ونستون تشرشل.
و هو المكان الوحيد في بريطانيا العظمى الذي يحظر على الملكة أو الملك دخوله.

### اللجان
يستخدم البرلمان البريطاني نظام اللجان لأداء مجموعة من المهام مثل مراجعة مشاريع القوانين. وتنظر اللجان إلى مشاريع القوانين المطروحة بالتفصيل، وقد تُجري مجموعة من التعديلات عليها. تُرسَل مشاريع القوانين ذات الأهمية الدستورية العالية وبعض الإجراءات المالية الهامة إلى «لجنة المجلس الكامل»، وهي عبارة عن هيئة تتألف من جميع أعضاء مجلس العموم. ويرأسها الرئيس أو نائب رئيس «لجنة الوسائل والطرق». وتعقد اللجنة اجتماعاتها في قاعة مجلس العموم.
نظرت اللجان الدائمة (المُتألَّفة من 16 حتى 50 عضو) في معظم مشاريع القوانين حتى عام 2006. تعكس عضوية كل لجنة دائمة مقدار التَّمثيل الذي تتمتع به الأحزاب في المجلس. وتتغيَّر عضوية اللجان الدائمة بصورةٍ مستمرة؛ حيث كان يجري تعيين أعضاء جدد لكل مرةٍ تنظر اللجنة خلالها في مشروع قانون جديد. لم يوجد حد رسمي على عدد اللجان الدائمة، ولكن بلغ عددها عادةً عشرة لجان. وقلَّما تُعهِد مشروع قانون للجنةٍ دائمة مختصة بغية إجراء تقصي وعقد جلسات استماع على القضايا المُثارة. واستعيض عن اللجان الدائمة بلجان مشروع القانون العامة في شهر نوفمبر من عام 2006.
ولمجلس العموم عدد من اللجان الوزارية المختارة. ومثلما في اللجان الدائمة فإن توزع الأعضاء حسب الحزب يعكس مقدار التمثيل البرلماني الذي يتمتع به الحزب، ويقوم أعضاء كل لجنة بانتخاب رئيس لها. إن الوظيفة الرئيسية للجنة الوزارية المختارة هي فحص واستقصاء نشاطات الوزارات الحكومية. ويُخوّل لها عقد جلسات استماع وجمع الأدلة المطلوبة من أجل إتمام مهامها على أكمل وجه. قد تُحوَّل مشاريع القوانين إلى اللجان الوزارية المختارة، ولكن لا يُستعمل هذا الإجراء إلَّا نادراً.
يوجد نوع منفصل من اللجنة المختارة يدعى اللجنة الداخلية ومهمتها الإشراف على إدارة المجلس والخدمات المقدمة للأعضاء. ومن اللجان الأخرى في مجلس العموم:
- اللجان المشتركة والتي تجمع أيضاً أعضاءً من مجلس اللوردات.
- لجنة المعايير والامتيازات وتنظر هذه اللجنة في قضية الامتياز البرلماني والشؤون المرتبطة بسلوك الأعضاء.
- لجنة الاختيار وتحدد عضوية اللجان الأخرى.

## وصلات خارجية
- الموقع الرسمي لمجلس العموم (بالإنجليزية)
  - الأراشيف البرلمانية (بالإنجليزية)